# Pedro Quartucci
Pedro Quartucci est un boxeur et acteur argentin né le 30 juillet 1905 et mort le 20 avril 1983 à Buenos Aires.

## Carrière
Il remporte la médaille de bronze aux Jeux olympiques de Paris en 1924 dans la catégorie poids plumes. Après avoir battu Henri Stuckmann, Arthur Beavis et Marcel Depont, Quartucci s'incline en demi-finale contre l'américain Jackie Fields.
Après sa carrière sportive il se lance au cinéma et apparait dans une douzaine de film argentins, entre 1931 et 1980. Il meurt d'une crise cardiaque en 1983.

## Palmarès

### Jeux olympiques
- Jeux olympiques de 1924 à Paris[1] (poids plumes)

## Filmographie
- 1933 :  El Dancing
- 1941 : Melodías de América d'Eduardo Morera (en)
- 1941 : La hora de las sorpresas
- 1947 : El hombre del sábado
- 1951 : El honorable inquilino (es) : Juancho

## Galerie

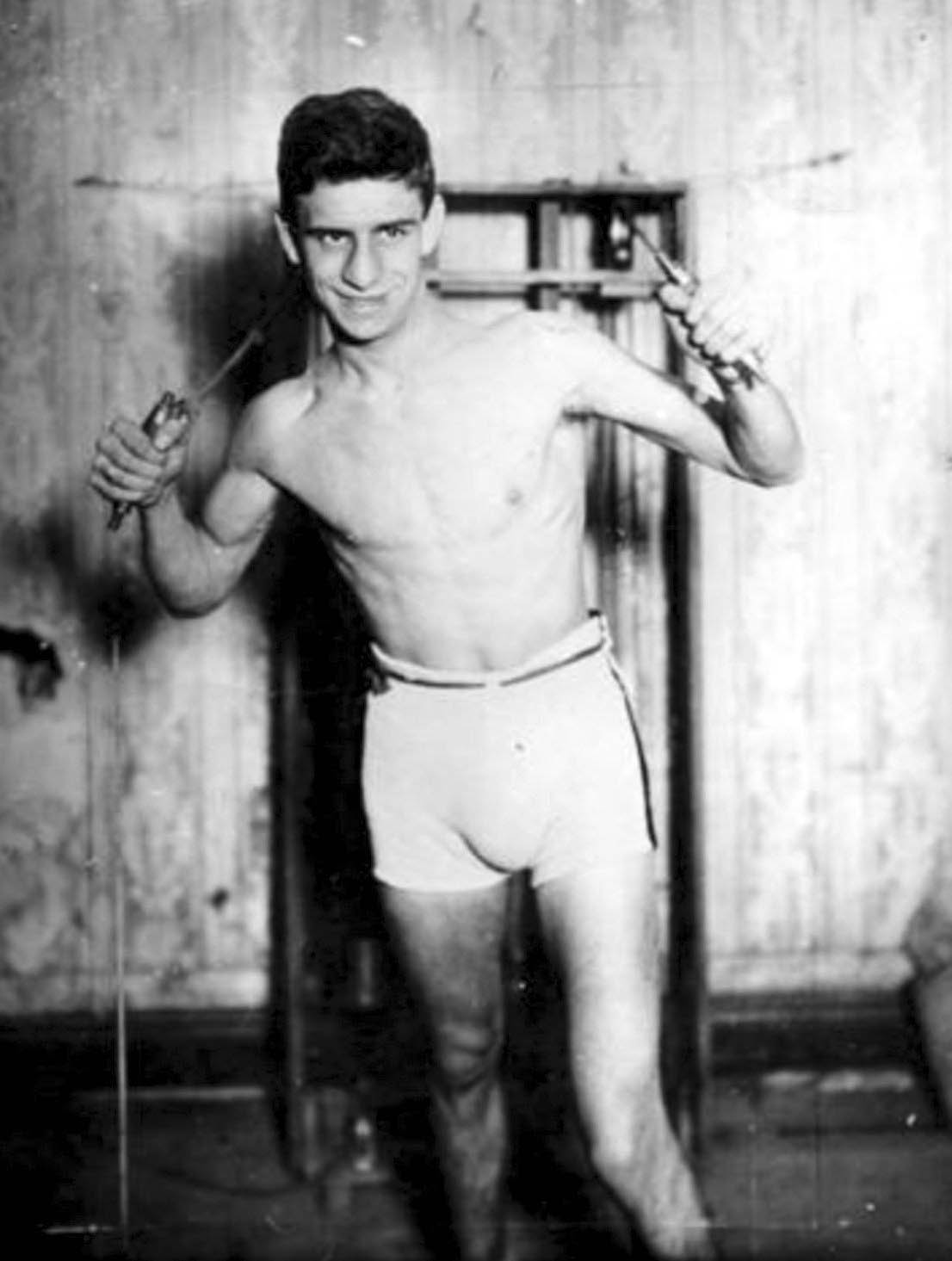
Pedro Quartucci en 1924
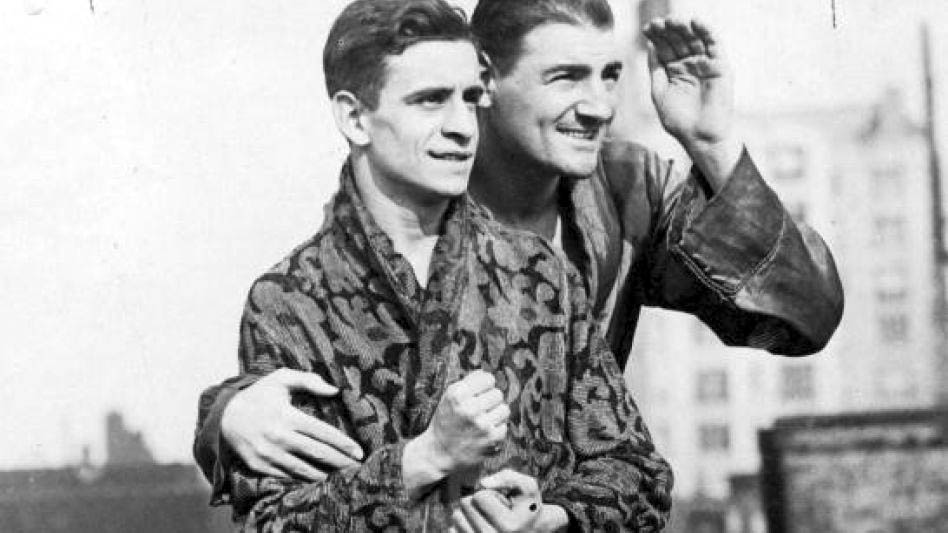
Quartucci avec le boxeur Alfredo Porzio vers 1924
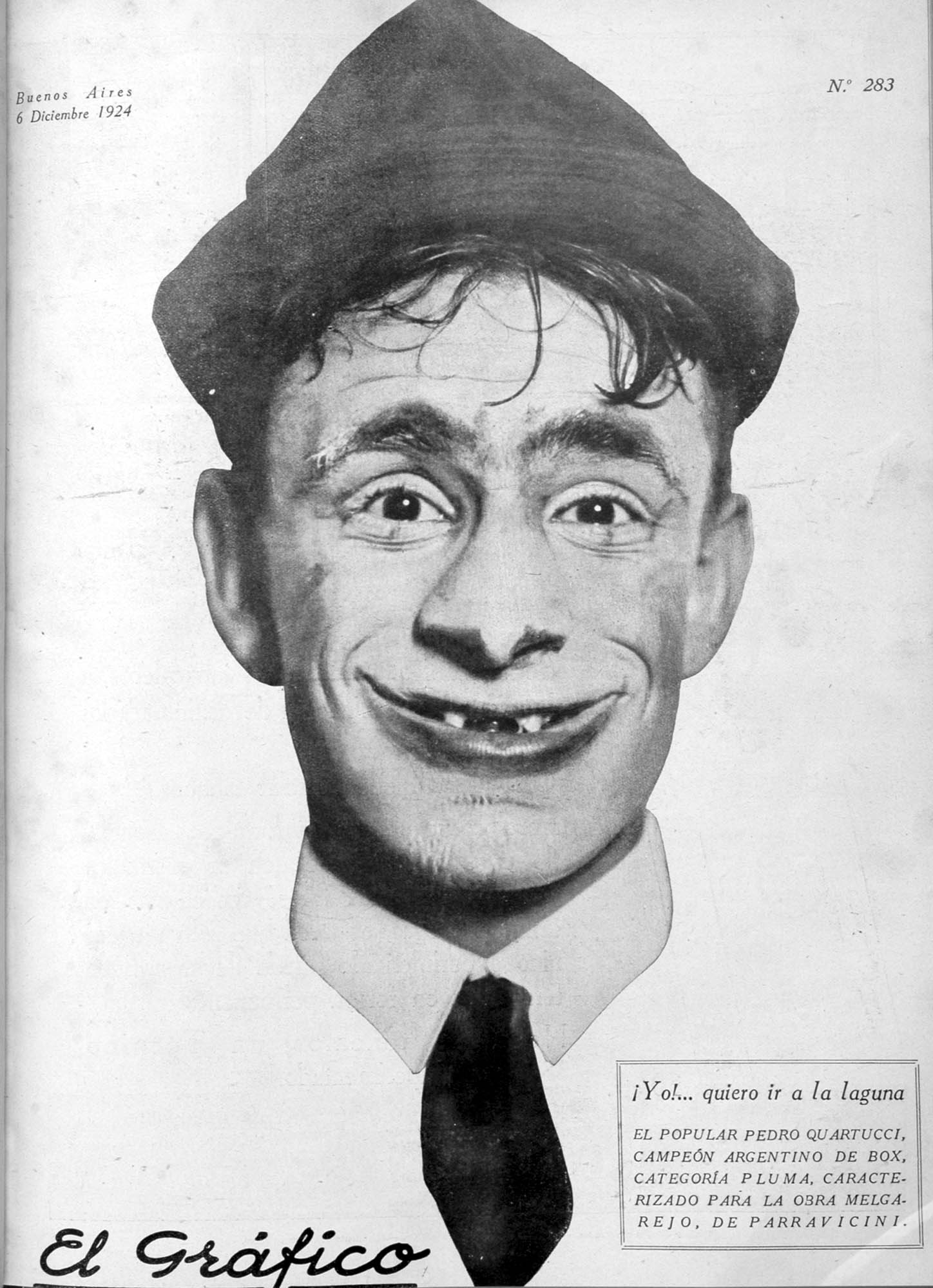
Quartucci en décembre 1924
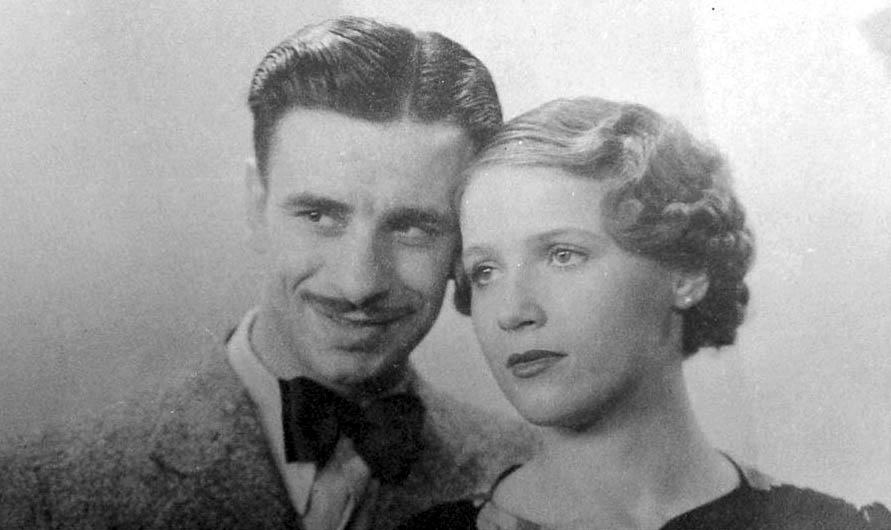
Quartucci avec Inés Edmonson dans le film Goal en 1936
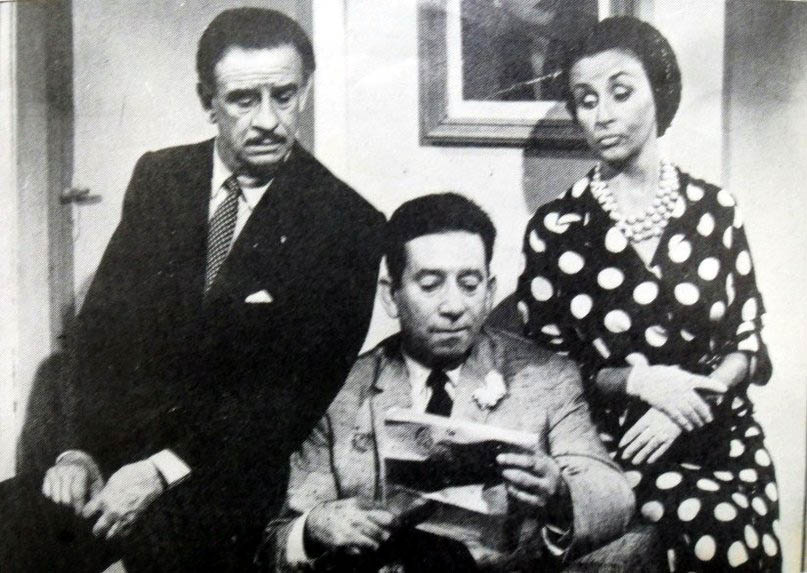
Quartucci en 1965

## Référence
1. ↑  (en) Résultats des Jeux olympiques 1924 (amateur-boxing.strefa.pl)